# Yaqian (sockenhuvudort i Kina, Jiangxi Sheng, lat 28,29, long 116,45)
Yaqian är en sockenhuvudort i Kina. Den ligger i provinsen Jiangxi, i den sydöstra delen av landet, omkring 71 kilometer sydost om provinshuvudstaden Nanchang. Antalet invånare är 14 676. Befolkningen består av 7 081 kvinnor och 7 595 män. Barn under 15 år utgör 24,0 %, vuxna 15-64 år 67 %, och äldre över 65 år 8,0 %.
Runt Yaqian är det tätbefolkat, med 297 invånare per kvadratkilometer. Närmaste större samhälle är Maxu, 17,4 km söder om Yaqian. Trakten runt Yaqian består till största delen av jordbruksmark.
Genomsnittlig årsnederbörd är 2 491 millimeter. Den regnigaste månaden är juni, med i genomsnitt 454 mm nederbörd, och den torraste är oktober, med 26 mm nederbörd.